# 莫札特長笛協奏曲
莫扎特一生中為長笛獨奏和樂隊寫了最少五首樂曲，其中現存的有四首，都是於1778年完成的，它們是：
- G大調第1號長笛協奏曲，作品號K. 313。
- D大調第2號長笛協奏曲，作品號K. 314。
- C大調行板，作品號K. 315。
- 長笛與豎琴協奏曲，作品號K. 299。

其中首三首樂曲都是由一名富有的荷蘭業餘長笛手費迪南特·迪桑（Ferdinand De Jean）於早一年所委約。然而，莫扎特一直長笛都沒有好感。他幾經扎掙才完了第一首；然後再以他的《雙簧管協奏曲》移調後成為第二首；最後第三首，只是完成了慢樂章就沒有再寫下去，現時的考證亦無法肯定這一首究竟是屬於新的協奏曲，還是第1號協奏曲的慢板替代樂章。
至於《長笛與豎琴協奏曲》，是莫扎特旅居法國時，受紀尼公爵（Adrien-Louis de Bonnières, duc de Guînes）委約，為他（長笛）和女兒（豎琴）所創作的樂曲。當時公爵的女兒正跟莫扎特學習作曲。
而在莫扎特的書信及一些留存的記錄，他還曾完成過一首為長笛、雙簧管、圓號、巴松管及樂隊的交響協奏曲，克歇尔目录第6版修訂編號為K. 297B，但現時仍未尋見過任何樂譜。

### 參照
1. ↑  . 台北愛樂管弦樂團官方部落格專題文章. 2007-05-08. （原始内容存档于2016-03-04） （中文（臺灣））.
2. ↑  .   [2007-09-10]. （原始内容存档于2007-08-14） （英语）.

## 外部連結
- 《第2號長笛協奏曲》：谱子和报道（德语），《莫扎特全集》
- 《C大調行板》：谱子和报道（德语），《莫扎特全集》
- 第1號長笛協奏曲：国际乐谱典藏计划上的乐谱
- 第2號長笛協奏曲：国际乐谱典藏计划上的乐谱
- C大調行板：国际乐谱典藏计划上的乐谱